# Pokerboomen
Pokerboomen var en period mellan 2003 och 2006 då poker, speciellt no-limit Texas hold'em, upplevde en väsentlig ökning i popularitet världen över. Antalet spelare av internetpoker åtminstone fördubblades varje år under boomen.
Upprinnelsen till pokerboomen var filmen Rounders – Sista spelet från 1998 och den första nätpokeroperatören Planet Poker som öppnade samma år. Boomen utlöstes 2003 av två specifika faktorer. Under våren hade den första säsongen av World Poker Tour haft premiär på Travel Channel i USA. Boomen eskalerade efter att amatören Chris Moneymaker i maj vann huvudturneringen vid World Series of Poker 2003 (WSOP) och därmed blev världsmästare samt vann 2,5 miljoner $. ESPN som länge TV-sänt turneringen hade inför 2003 ökat bevakningen av WSOP. Moneymaker hade vunnit sitt $10 000 inköp till turneringen i en $86 online satellitturnering på Pokerstars. Moneymaker blev första världsmästare att ha kvalat in via internet, hans sensationella vinst och slående efternamn blev en frekvent anekdot i media. Moneymaker var en av 839 spelare i huvudturneringen 2003, en ökning med cirka 200 sedan 2002 och en knapp fördubbling sedan 1999. Vid WSOP 2004, året efter Moneymakers vinst, hade antalet spelare i huvudturneringen mer än trefaldigats till 2 576 och tre år senare vid WSOP 2006 tiofaldigats till 8 773.